# Бісмарк (Іллінойс)
Бісмарк (англ. Bismarck) — селище (англ. village) в США, в окрузі Вермільйон штату Іллінойс. Населення — 582 особи (2020).

## Географія
Бісмарк розташований за координатами 40°15′34″ пн. ш. 87°36′41″ зх. д. / 40.25944° пн. ш. 87.61139° зх. д. (40.259434, -87.611260).  За даними Бюро перепису населення США в 2010 році селище мало площу 1,93 км², уся площа — суходіл.

## Демографія
Згідно з переписом 2010 року, у селищі мешкало 579 осіб у 224 домогосподарствах у складі 169 родин. Густота населення становила 301 особа/км².  Було 234 помешкання (122/км²).
Расовий склад населення:
| - 99,3 % — білих - 0,2 % — азіатів |

До двох чи більше рас належало 0,2 %. Частка іспаномовних становила 0,9 % від усіх жителів.
За віковим діапазоном населення розподілялося таким чином: 27,3 % — особи молодші 18 років, 59,1 % — особи у віці 18—64 років, 13,6 % — особи у віці 65 років та старші. Медіана віку мешканця становила 39,5 року. На 100 осіб жіночої статі у селищі припадало 94,3 чоловіків;  на 100 жінок у віці від 18 років та старших — 90,5 чоловіків також старших 18 років.
Середній дохід на одне домашнє господарство  становив 75 087 доларів США (медіана — 62 250), а середній дохід на одну сім'ю — 85 226 доларів (медіана — 85 417). За межею бідності перебувало 7,7 % осіб, у тому числі 11,0 % дітей у віці до 18 років та 2,0 % осіб у віці 65 років та старших.
Цивільне працевлаштоване населення становило 307 осіб. Основні галузі зайнятості: освіта, охорона здоров'я та соціальна допомога — 22,8 %, виробництво — 20,8 %, будівництво — 12,1 %, роздрібна торгівля — 9,8 %.